# 聖伊格納西奧 (米西奧內斯省)

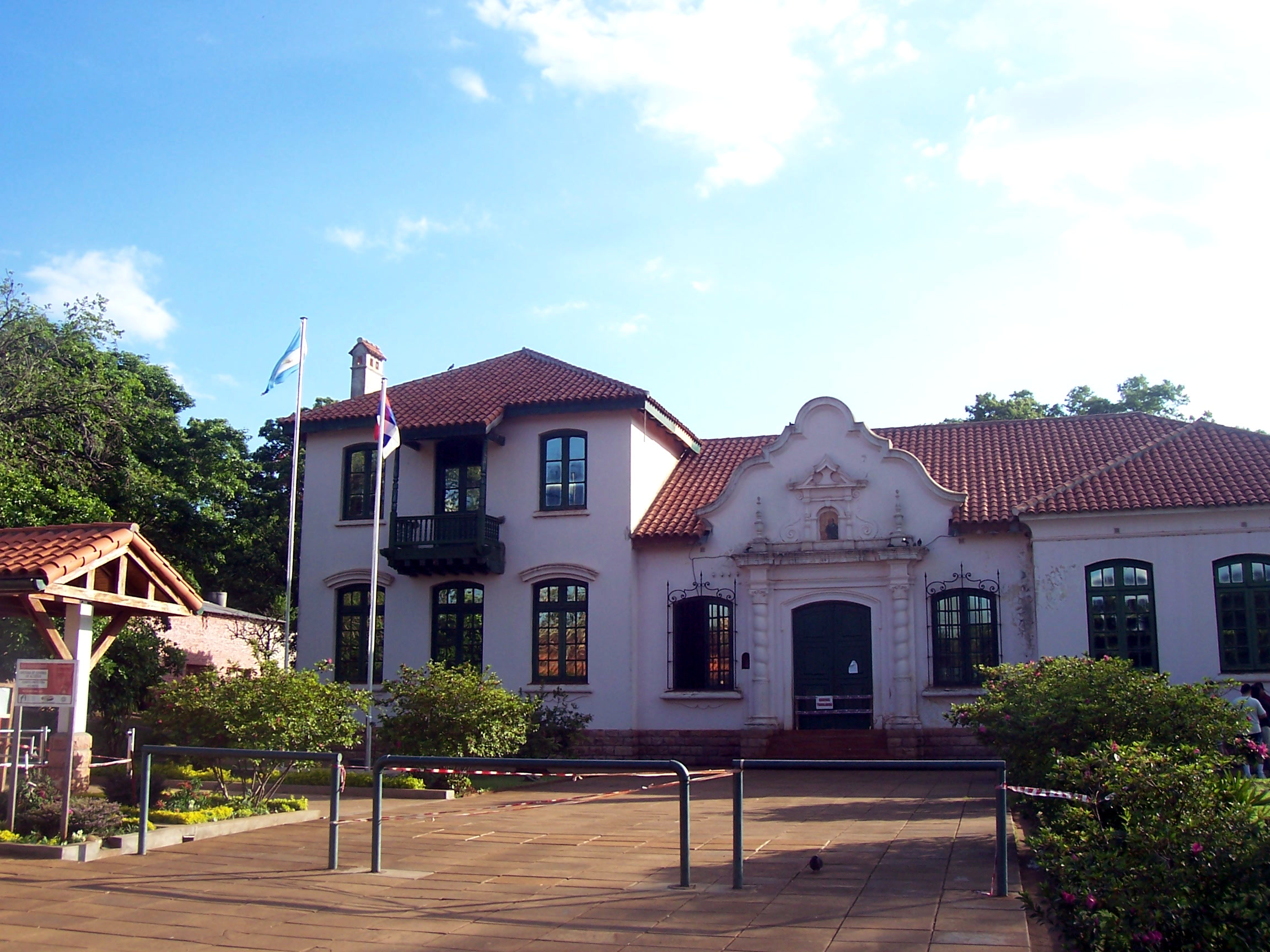
米西奥内斯-圣伊格纳西奥-耶稣会遗址（建筑群入口）

聖伊格納西奧（西班牙語：San Ignacio），是阿根廷的城鎮，位於該國東北部米西奧內斯省，是聖伊格納西奧縣的首府，面積351平方公里，海拔高度157米，2001年人口6,312，人口密度每平方公里29.8人。